# Korngladiolus
Korngladiolus (Gladiolus italicus), også skrevet Korn-Gladiolus, er en flerårig, urteagtig plante med stive stængler og slanke, sværdformede blade. Blomsterne er lyst purpurrøde. Planten er hårdfør på friland, når jorden er veldrænet og sandet, og voksestedet er beskyttet.

## Kendetegn
Korngladiolus er en flerårig, urteagtig plante med opret vækst og stive, kantede stængler. Bladene er spredt stillede, sværdformede furede på langs med langt udtrukken spids og med hel rand, Bladpladen er furet på langs. Begge bladsider er lyst grågrønne. Blomstringen foregår i marts-juni, hvor man finder blomsterne siddende zig-zag på den yderste halvdel af skuddet. De enkelte blomster er 3-tallige og uregelmæssige med 6 lyserøde til lyst purpurrøde blomsterblade. Frugterne er trekantede kapsler med mange frø.
Rodsystemet består af en knold med flere lag af beskyttende hylstre. Både stængler og trævlede rødder udgår fra knolden.
Planten når en højde på 80-100 cm og en bredde på 25 cm. Heri er ikke medregnet den langsomme spredning via underjordiske skud fra knoldene.

## Hjemsted
Korngladiolus hører naturligt hjemme i Nordafrika, Mellemøsten, Kaukasus, Centralasien og det sydlige og sydøstlige Europa. Desuden er arten naturaliseret i store dele af den øvrige, subtropiske verden, hvor den er et frygtet ukrudt. Arten er knyttet til lysåbne voksesteder på veldrænet, gruset bund.
I den mellemhøje del af bjergene bag Rethymnon, Kreta, (300-800 m over havet) vokser arten sammen med bl.a. almindelig dragerod, Coridothymus capitatus (en art af en slægt, som er nærtstående på timian), duskhyacint, græsk jordbærtræ,  Iris cretica, johannesbrød, kermeseg, kretaalpeviol, kretaløn, kretisk galdebær, lægestyrax, mastikstræ, orphanidestulipan og Phlomis cretica (en art af løvehale)

## Galleri
|  |  |
|  |  |

## Note
1. ↑  Rethymnon.gr: Flora - hurtig, turistpræget oversigt over øens flora på (engelsk)